# Frank Schwerdt

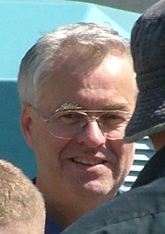
Frank Schwerdt bei einer rechtsextremen Kundgebung am 29. Mai 2004 in Saalfeld

Frank Schwerdt (* 25. Juli 1944 in Berlin; † 22. Oktober 2016) war ein deutscher Rechtsextremist, Politiker und Straftäter. Zeitweise war er stellvertretender Bundesvorsitzender der NPD, Landesvorsitzender der NPD Thüringen von 2001 bis 2012 sowie Kreisvorsitzender der NPD Erfurt. Er galt als Schlüsselfigur rechtsextremer Bildungsarbeit.

## Leben

### Erste Parteizugehörigkeiten
In den 1960er-Jahren wurde der studierte Vermessungstechniker in der rechtsextremen Szene in West-Berlin aktiv und war Mitglied der NPD. Wenig später trat er jedoch in die CDU ein und leitete elf Jahre lang den Ortsverband Berlin-Heiligensee. 1989 verließ er die CDU, trat den Republikanern bei und arbeitete hier im Landesvorstand mit. Bereits 1991 verließ er die Republikaner wieder, da sie ihm zu sehr auf Verfassungstreue setzten. Er wechselte nun zur Deutschen Liga für Volk und Heimat (DLVH), wo er als Vorsitzender des Berlin-Brandenburger Landesverbandes tätig wurde und maßgeblich am Aufbau des Hoffmann-von-Fallersleben-Bildungswerkes beteiligt war.

### Vorsitzender des Vereins Die Nationalen e. V.
1993 übernahm Schwerdt den Vorsitz des 1991 in Berlin gegründeten Vereins Die Nationalen e. V. und änderte wesentlich dessen Zusammensetzung, Struktur und Ziele. Während die gemäßigten Rechten den Verein verließen, vollzog dieser unter Anleitung des neuen Vorsitzenden eine starke Annäherung an das neonazistische Spektrum und wurde zu einer nationalsozialistisch ausgerichteten, länderübergreifenden, insbesondere aber in Berlin und Brandenburg aktiven Sammlungsbewegung. Schwerdt zeichnete außerdem verantwortlich für das Parteiorgan Berlin-Brandenburger Zeitung. Zeitung der nationalen Erneuerung (BBZ). Zeitweise war auch die Hilfsorganisation für nationale politische Gefangene und deren Angehörige (HNG) im Internet über die Domain der BBZ vertreten. Aus dem Umfeld der „Nationalen“ heraus wurde der Berliner Verlag Vortrag-Buch-Reise (VBR-Verlags GmbH für politische Bildung e. V.) gegründet, als dessen Geschäftsführer Schwerdt fungierte.
Mitte November 1997 löste sich der Verein Die Nationalen e. V. selbst auf, um einem drohenden Verbot zuvorzukommen. Die Aktivitäten des Vereins wurden in Berlin und Brandenburg jedoch trotz offizieller Selbstauflösung fortgeführt. Bereits 1997 hatte in Berlin ein sogenannter Koordinierungsrat getagt, dem Schwerdt sowie Vertreter der einzelnen ehemaligen vereinsnahen Freien Kameradschaften angehörten und dessen Funktion hauptsächlich der Informationsaustausch untereinander war. Die Größe des Kreises um Schwerdt, der die Aktivitäten des Vereins in Berlin und Brandenburg weiterführte, wird einschließlich beeinflusster „Kameradschaften“ auf rund 50 Mitglieder geschätzt. Die Publikation der BBZ wurde ebenfalls fortgesetzt, bis Schwerdt 1998 eine Haftstrafe antreten musste. Zu dieser Zeit war außerdem ein beträchtlicher Mitgliederschwund und Bedeutungsverlust des Neonazi-Kreises um Schwerdt zu verzeichnen (1998: rund 150; 1999: ca. 50), und auch nach seiner Haftentlassung kamen die Aktivitäten nur schleppend wieder in Gang, da sich dieser nun auf seine Funktion als Mitglied des Bundesvorstands der NPD konzentrierte.

### Rolle in der NPD

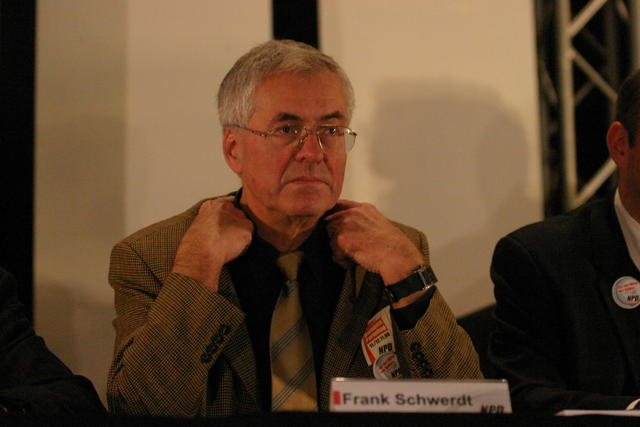
Frank Schwerdt beim Bundesparteitag der NPD im November 2006

Schwerdt trat nach der Auflösung der Nationalen erneut in die NPD ein, wo er noch im Januar 1998 in den Bundesvorstand aufgenommen und als Bundesgeschäftsführer tätig wurde. Der ehemalige Vorsitzende der „Nationalen“ war daraufhin bestrebt, die übrigen etwa 110 Vereinsmitglieder zum Eintritt in die NPD und deren Jugendorganisationen zu bewegen. Dies bedeutete zugleich eine Aufwertung der bis dahin im Berlin-Brandenburger Raum nahezu bedeutungslosen Partei, die im Bundesland Brandenburg nur 60 Mitglieder zählte, wobei sie ihre Zahl damit bereits verdreifacht hatte. Der Brandenburger Verfassungsschutz befand damals, das Jahr 1997 sei „möglicherweise eine Trendwende für die NPD in Brandenburg“.
Im April 2001 wurde Schwerdt auf dem Landesparteitag in Saalfeld zum Landesvorsitzenden der NPD Thüringen und am 8. September 2001 in Eisenach zum Spitzenkandidaten für die Bundestagswahl im Herbst 2002 gewählt. Sein Stellvertreter wurde Ralf Wohlleben aus Jena. Auf dem Landesparteitag in Eisenach sprach der Kandidat sich deutlich für eine Zusammenarbeit mit den „freien“ Kräften aus, das heißt den in Thüringen ebenfalls sehr aktiven „Freien Kameradschaften“. Die „in Thüringen gut funktionierende Arbeit mit parteiunabhängigen Kräften im Land (solle) weitergeführt und ausgebaut werden“. Schwerdt verlagerte mit der Übernahme des Landesvorsitz den Schwerpunkt seiner Tätigkeiten nach Thüringen und trat seither auf fast allen Neonazi-Veranstaltungen wie beispielsweise den Thüringentagen der nationalen Jugend, Fest der Völker oder Rock für Deutschland als Redner auf.
Auf dem Landesparteitag der NPD im September 2004 wurde Schwerdt als Landesvorsitzender und bei dem 30. ordentlichen Bundesparteitag am 30./31. Oktober in Leinefelde als Bundesvorstand der NPD bestätigt. Mit dem Neonazi Thorsten Heise aus Fretterode (Nordthüringen) wurde ein zweites Thüringer Parteimitglied als Beisitzer in den Vorstand aufgenommen.
Beim Bundesparteitag der NPD im April 2009 in Berlin wurde Schwerdt zum stellvertretenden Bundesvorsitzenden gewählt. Von 2009 bis 2014 war er Mitglied im Erfurter Stadtrat.

### Tod
Frank Schwerdt verstarb am 22. Oktober 2016 nach kurzer, schwerer Krankheit.

## Bedeutung

### Zur Frage der V-Leute in der NPD
Anfang 2002 geriet Schwerdt im Zusammenhang mit den fortlaufenden Enttarnungen von NPD-Funktionären als V-Leuten ebenfalls in Verdacht, nachdem bereits sein NPD-Landesvize in Thüringen, Tino Brandt, aufgeflogen war. Angeblich hatte der Kölner Stadt-Anzeiger Schwerdt als V-Mann des Thüringischen Landesamtes für Verfassungsschutz enttarnt, und auch der Berliner Tagesspiegel brachte diese Meldung. Er wies dies jedoch zurück, und der Verdacht konnte im weiteren Verlauf der Untersuchungen nicht erhärtet werden. Allerdings kursierten in Publikationen und Internet-Foren der rechtsextremen Szene weiterhin Mutmaßungen aufgrund seiner freundschaftlichen Kontakte zu Brandt, die unter anderem von dem Hamburger Neonazi Christian Worch thematisiert wurden. Auch nach seinem Tod blieb Schwerdts Rolle in diesem Zusammenhang ungeklärt, so verweigerte das Innenministerium auch während des laufenden NSU-Prozesses die Auskunft gegenüber dem NSU-Untersuchungsausschuss des Landtags und beruft sich auf seine Geheimhaltungspflicht.

### Verbindungen zur rechtsextremen Szene
Schon seit Beginn der 1990er Jahre hatte Schwerdt intensive Kontakte zur Neonazi-Szene der Freien Kameradschaften aufgebaut, die bis zu seinem Tod anhielten und weiter ausgebaut wurden. Besonders eng arbeitete er mit Hans-Christian Wendt zusammen, einem Funktionär der FAP und später Schriftleiter der „Nachrichten“ der Hilfsorganisation für nationale politische Gefangene und deren Angehörige (HNG) und Redakteur der BBZ. Wendt gründete Anfang 1998 eine Arbeitsgemeinschaft nationaler Sozialisten innerhalb und außerhalb der NPD (AGNS), „durch die Neonazis die Möglichkeit eröffnet werden sollte, sich ohne förmliche Parteimitgliedschaft in der NPD zu engagieren“ und „die NPD weltanschaulich auf den richtigen Kurs bringen“. Die Versuche von Schwerdt und Wendt, Treffpunkte und Clubs von rechten Jugendlichen im ländlichen Raum Brandenburgs zu unterwandern, sogenannte „nationale Jugendclubs“ aufzubauen und diese mit Hilfe örtlicher Kader an die Strukturen der Freien Kameradschaften anzubinden, zeigten sich besonders deutlich in Neuruppin und Guben. So galt er als geistiger Führer der 1996 gegründeten Kameradschaft Oberhavel, die bereits nach einem Jahr verboten wurde.
Die Gruppe um Schwerdt entwickelte sich damit „schließlich zum wichtigsten Knotenpunkt der ostdeutschen Neonazi-Szene. Hier koordinierten sich nicht nur die Berliner Neonazi-Kameradschaften, sondern es wurde auch intensive Aufbauarbeit in den ostdeutschen Bundesländern geleistet“. Mitte 1998 gehörten zu den offiziell aufgelösten Nationalen eine Hochschulgruppe und die Jugendorganisation „Jungnationale“, und sie bildeten das Zentrum eines über 30 Gruppen zählenden Netzwerk aus Orts- und Kreisverbänden sowie unabhängigen Kameradschaften in Brandenburg, Sachsen, Sachsen-Anhalt und Thüringen.
Auch nach seiner offiziellen Übersiedlung nach Thüringen blieb Schwerdt weiterhin im Berlin-Brandenburger Raum aktiv. 2001 wurde unter Mithilfe des NPD-Geschäftsführers die Kameradschaft Märkischer Heimatschutz (MHS) gegründet, mit dem versucht wird, die rechtsextreme Szene und deren Aktivisten in den Kreisen Barnim, Märkisch-Oderland, Uckermark und Oberhavel zu koordinieren. 2003 hatte der Verein unter Vorsitz von Gordon Reinholz bereits circa 40 Mitglieder. Anfang 2002 kursierte in Angermünde und Schwedt eine so genannte Anti-Antifa-Broschüre, für die Schwerdt presserechtlich verantwortlich zeichnete und bei der als Bestelladresse die Anti-Antifa Berlin fungierte. Am 1. Mai 2003 organisierte er in Berlin einen Aufmarsch von ca. 2000 Rechtsextremisten, darunter auch ein italienischer und ein spanischer Block und, wie Schwerdt selbst in seiner Eröffnungsrede vor dem ehemaligen Reichssportfeld betonte, einige „volksdeutsche“ Gäste aus dem Elsass. Neben Schwerdt als Anmelder nahmen weiterhin maßgeblich teil: Udo Voigt (NPD), Holger Apfel (NPD), Jörg Hähnel (NPD), Doris Zutt (NPD) und Jürgen Rieger. Geplant war außerdem ein Auftritt des italienischen Rechtsextremisten Roberto Fiore.

### Verbindungen zum NSU
Nach Bekanntwerden der rechtsextremen Terrorgruppe Nationalsozialistischer Untergrund (NSU) Ende 2011 kamen im Lauf der Ermittlungen Verbindungen Schwerdts zum NSU-Kerntrio zu Tage. So habe Uwe Mundlos Ende der 1990er Jahre für ihn als Fahrer gearbeitet. Mehrere Fotos des apabiz belegen, dass Schwerdt am 17. Januar 1998 zusammen mit Beate Zschäpe an einem NPD-Aufmarsch in Erfurt teilgenommen hatte. Der Thüringer-Heimatschutz-Aktivist Andre Kapke hatte Schwerdt 1998 um Hilfe gebeten, als das Trio in den Untergrund ging. Dies habe Schwerdt allerdings verweigert.

### Verurteilungen wegen Volksverhetzung und ähnlicher Delikte
Von Mitte 1998 bis Mai 1999 verbüßte Schwerdt eine neunmonatige Haftstrafe in der Justizvollzugsanstalt Tegel wegen Volksverhetzung, Herstellung und Verbreitung von NS-Propagandamaterial sowie Verwendung von Kennzeichen verbotener Organisationen. Das Urteil stand im Zusammenhang mit der neonazistischen Publikation NS-Schulungsbriefe, dem Organ eines internen Zirkels der „Nationalen“ mit dem Namen „Völkischer Freundeskreis“.
Vom 30. November 1999 bis Juli 2000 hatte Schwerdt erneut eine sechsmonatige Haftstrafe im offenen Vollzug in der JVA Plötzensee abzusitzen, da er Ende Oktober 1998 für schuldig befunden worden war, als Geschäftsführer des rechtsextremen Verlages Vortrag-Buch-Reise (VBR) die gewaltverherrlichende CD Unsere Einigkeit macht uns zur Macht der thüringischen Rechtsrock-Band Volksverhetzer produziert und den Verkauf von etwa 2.500 Exemplaren organisiert zu haben.
Im März 2008 wurde Schwerdt zusammen mit dem damaligen NPD-Vorsitzenden Udo Voigt und Parteipressesprecher Klaus Beier wegen Volksverhetzung und Beleidigung angeklagt. Im Rahmen der Fußball-Weltmeisterschaft 2006 in Deutschland hatte die NPD einen WM-Planer veröffentlicht, der unter der rassistischen Überschrift „Weiß! Nicht nur eine Trikotfarbe!“ gestanden hatte. Schwerdt wurde zu einer zehnmonatigen Bewährungsstrafe verurteilt. Das Verfahren ging danach durch mehrere Instanzen. Das letzte Urteil erfolgte im Mai 2014 zu sieben Monaten Haftstrafe und 2500 € Bewährungszahlung an die deutsche Sporthilfe. Über den weiteren Verlauf des Verfahrens ist bisher nichts bekannt.